# Soprabase (geometria)
In geometria differenziale, nell'ambito della geometria riemanniana, per soprabase si intende il "lato" (arco di geodetica) opposto alla base del parallelogrammoide di Levi-Civita. 